# Acrocercops xeniella
Acrocercops xeniella là một loài bướm đêm thuộc họ Gracillariidae. Nó được tìm thấy ở Colombia.